# Слёзкин, Николай Алексеевич
Николай Алексеевич Слёзкин (22 ноября 1905, село Ново-Никольское Чернский уезд, Тульская губерния — 16 декабря 1991, Москва) — советский учёный в области механики и педагог-методист высшей школы, доктор физико-математических наук, профессор.
Организатор высшего образования, один из первых преподавателей механико-математического факультета МГУ (с 1933 года), осуществил преемственность научных традиций и преподавания в университете от дореволюционных классиков (С. А. Чаплыгин, Н. Н. Бухгольц, В. В. Голубев, А. И. Некрасов, Л. С. Лейбензон и др.) к советской физико-математической школе (А. Ю. Ишлинский, Ю. Н. Работнов и др.). Основные научные труды посвящены исследованиям течений вязкой жидкости, известен тщательной обработкой своих научных работ, дал первый и, насколько известно, единственный пример интегрирования полных уравнений движения вязкой жидкости методом последовательных приближений с доказательством сходимости процесса (1935). Опубликовал ряд работ по вопросам истории науки.

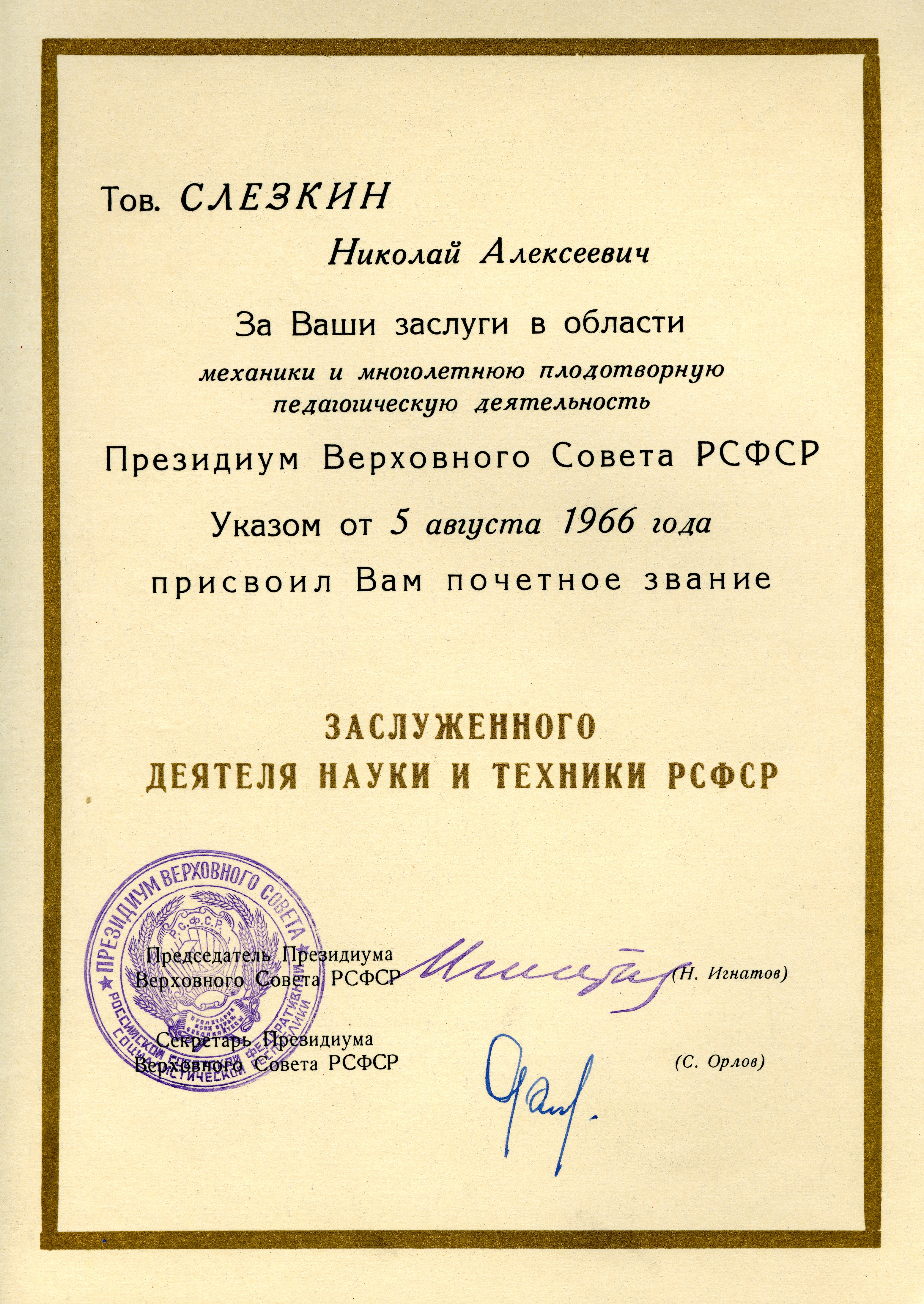

## Биография
Родился в семье псаломщика, учителя в школе в селе Ново-Никольское Тульской губернии 22 ноября 1905 года. В 1917 году потерял мать, а в 1919 году — отца, и с этого года воспитывался в детском доме в г. Новосиль Орловской области. В 1924—1926 годах работал в Новосиле, был библиотекарем, занимался канцелярской работой, вступил в комсомол, вёл политпросветительскую работу.
В 1926 году поступил на физико-математический факультет Московского университета. Одновременно поступил в Межевой институт, но уже на первом году обучения сделал окончательный выбор в пользу МГУ.
В 1930 году окончил университет по специальности «аэрогидромеханика», с 1930 по 1933 год учился в аспирантуре Института математики и механики МГУ (1930—1933, первый набор аспирантов), работал под руководством А. И. Некрасова.. Однокурсниками были А. А. Космодемьянский, С. М. Тарг, И. Ф. Ливурдов, П. В. Мясников, Г. И. Двухшерстов, Л. А. Бойко.
В 1933 году защитил кандидатскую диссертацию «Движение вязкой жидкости в конусе и между двумя конусами», оппонентами выступили А. И. Некрасов и Л. Н. Сретенский.
С 1 апреля 1931 года по февраль 1934 года работал ассистентом по теоретической механике в Московском авиационном институте и одновременно на механико-математическом факультете МГУ сначала ассистентом по механике, а с сентября 1933 года — доцентом, среди его учеников в эти годы — будущие академики А. Ю. Ишлинский и Ю. Н. Работнов.
В годы Великой Отечественной войны научные работы Слёзкина по исследованию аэродинамики больших дозвуковых скоростей сыграли большую роль в совершенствовании крыльев боевых самолётов . В 1935—1940 годы принимал участие в работе общетеоретического семинара ЦАГИ, которым в те годы руководил С. А. Чаплыгин. В ноябре 1937 года защитил диссертацию на учёную степень доктора физико-математических наук «О движении тел под действием сил в вязкой жидкости». В сентябре 1938 года был назначен начальником кафедры теоретической механики Военно-артиллерийской академии (ныне — Военная академия РВСН им. Петра Великого), и в этой должности он проработал 19 лет — до 1 сентября 1957 года. В Московском университете работал в это время по совместительству, но в сентябре 1957 года прошёл по конкурсу на должность штатного профессора кафедры гидродинамики механико-математического факультета МГУ; в 1958—1962 годах был деканом этого факультета. Был одним из создателей Института механики МГУ (1959).
Вошёл в Первоначальный состав Национального комитета СССР по теоретической и прикладной механике (1956).
Несколько лет сотрудничал в редакции Большой Советской Энциклопедии, где напечатал ряд статей по механике. Являлся членом бюро секции истории механики Советского национального объединения истории и философии естествознания и техники при АН СССР, много лет был членом и председателем экспертной комиссии ВАК по математике и механике. Одним из важнейших направлений своей работы Николай Алексеевич считал методологию механики, руководил методологическим семинаром Отделения механики мехмата МГУ. Выступил оппонентом многих соискателей учёных степеней, был участником научных дискуссий, в частности, о силах инерции (ещё в довоенные годы). 
Опубликовал 92 научных работы, среди них известный учебник «Динамика вязкой несжимаемой жидкости» (1955), «Лекции по молекулярной гидродинамике» (1981), «Лекции по гидромеханике» (1984), монография «Платформы на воздушной подушке» (1988, совм. с Н. Р. Сибгатуллиным и Э. А. Сорокиным). В 1947 году под его редакцией был издан перевод фундаментальной монографии «Гидродинамика» Г. Ламба. Издал несколько учебных пособий по теоретической механике, выступил редактором первого издания учебника С. М. Тарга.
Его оригинальные научные исследования посвящены различным вопросам гидроаэромеханики: плоским задачам гидроаэромеханики, движению вязкой жидкости, газовой динамике, теории волн, теории фильтрации, теории пограничного слоя, жидкой и газовой смазке, теории воздушной подушки, кинетической теории газов и жидкостей, а также теоретической механики и вопросам артиллерийской техники, технологии обработки пластмасс. Решение задачи о движении вязкой жидкости в конусе и между конусами, первый и, по-видимому, единственный пример итерационного решения полных уравнений Навье — Стокса в рядах с доказательством сходимости. Независимо и, по-видимому, впервые, исследовал задачу о затопленной струе. Ряд работ был посвящён вопросам истории науки: «Научное наследие Н. Е. Жуковского» (1949), «Развитие гидромеханики в Московском университете» (1967), «Ф. Энгельс и современная механика» (1973).
Член ВКП(б) с июля 1940 года (принят в партию политотделом Артиллерийской академии).
В 1966 году удостоен почётного звания Заслуженный деятель науки и техники РСФСР.
Подготовил около 40 кандидатов и 10 докторов наук.

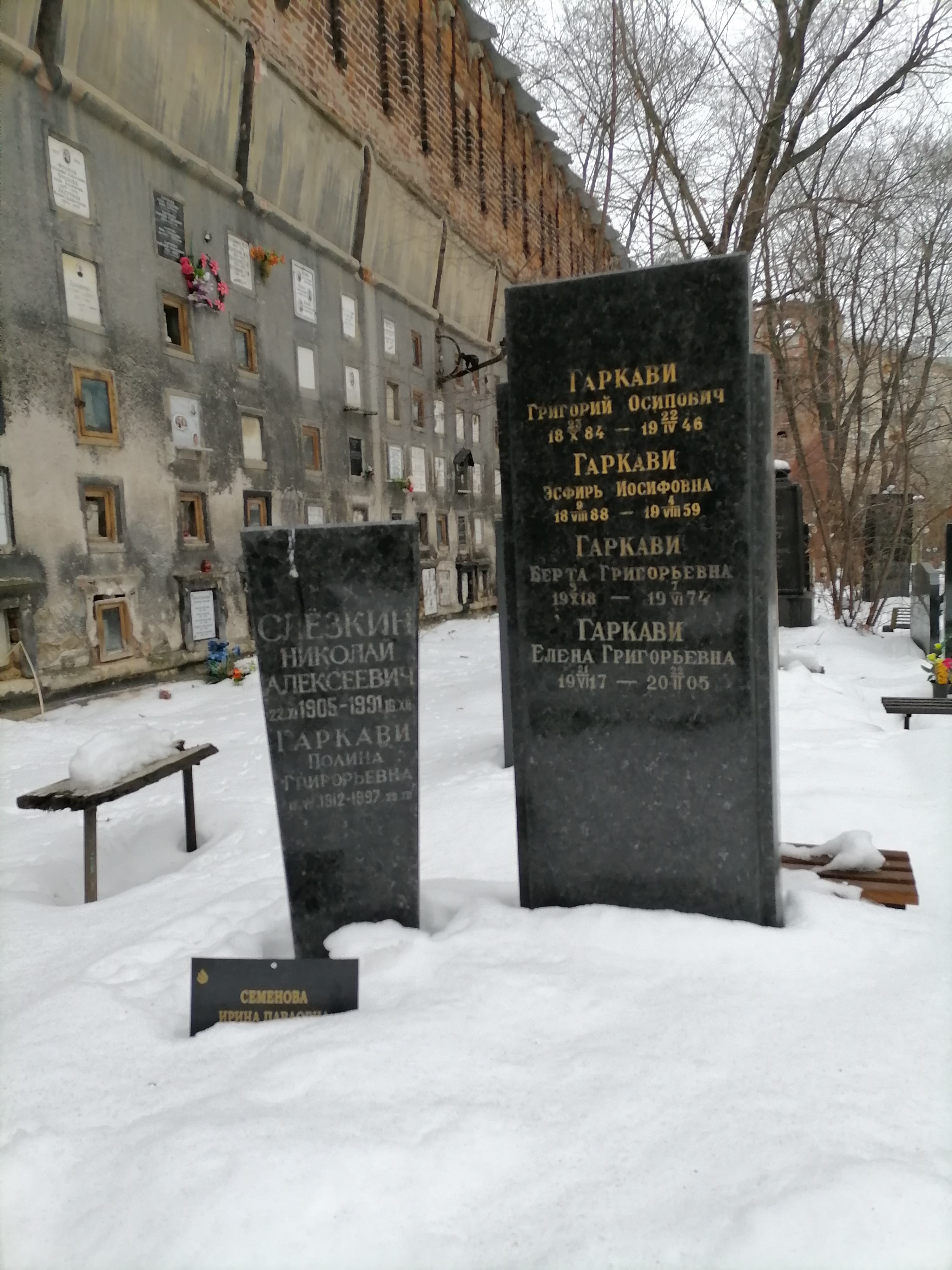
Могила на Донском кладбище. 2021 год

Скончался 16 декабря 1991 года в Москве. Похоронен на Донском кладбище (уч. у 12 колумбария).

## Личная жизнь
Жена — Полина Григорьевна Гаркави (1912—1997)
сын — Леонид (1938—2021)
правнук — Кирилл Романовский (1985—2023)

## Награды
- Орден Трудового Красного Знамени за подготовку артиллерийских кадров (1944)[1]
- Орден «Знак Почёта» (1953, 1961, 1976)[1]
- медали «За победу над Германией в Великой Отечественной войне 1941—1945 гг.», «За доблестный труд в Великой Отечественной войне 1941—1945 гг.»[1], «В память 800-летия Москвы»[21], «В ознаменование 100-летия со дня рождения Владимира Ильича Ленина», «Ветеран труда»[22]
- юбилейные медали «Двадцать лет Победы в Великой Отечественной войне 1941—1945 гг.», «Тридцать лет Победы в Великой Отечественной войне 1941—1945 гг.», «Сорок лет Победы в Великой Отечественной войне 1941—1945 гг.»[22]